# 博羅迪諾 (紐約州)
博羅迪諾（英語：Borodino）是位於美國紐約州奧農達加縣的非建制地區。

## 歷史
博羅迪諾的郵局於1821年設立，其後於1940年停運。

## 地理
博羅迪諾所處的海拔為高於海平面336米（即1102英呎），而該地所採用的時區為UTC-5，即北美东部时区（EST）。同時該地設有夏令時間，為UTC-5調快一小時，即UTC-4（EDT）。